# Żukow (obwód kurski)
Żukow (ros. Жуков) – chutor w zachodniej Rosji, w sielsowiecie romanowskim rejonu chomutowskiego w obwodzie kurskim.

## Geografia
Miejscowość położona jest nad ruczajem Romanowskij, 1 km od centrum administracyjnego sielsowietu romanowskiego (Romanowo), 6 km od centrum administracyjnego rejonu (Chomutowka), 110 km od Kurska.
W granicach miejscowości znajduje się ulica Zariecznaja (9 posesji).

## Demografia
W 2010 r. miejscowość zamieszkiwało 13 osób.